# Автомагистрала А3 (Италия)
Автомагистрала А3 на Република Италия (на италиански: Autostrada A3 или Autostrada Napoli-Reggio Calabria) е транспортен коридор, който свързва Неапол с Реджо ди Калабрия. Пътят е най-значимият за цяла Южна Италия. Магистралата пресича три региона: Кампания (171 км), Базиликата (30 км) и Калабрия (294 км), като общата му дължина е 495 км. Автомагистралата е изграждана поетапно в продължение на над 50 години. Първата отсечка, свързваща Неапол с Помпей, е открита на 29 юни 1929 г. Втората – между Помпей и Салерно – на 16 юли 1961 година, а последната – до Реджо ди Калабрия – на 13 юни 1974 г.